# Vassobia breviflora
Vassobia breviflora là loài thực vật có hoa trong họ Cà. Loài này được (Sendtn.) Hunz. miêu tả khoa học đầu tiên năm 1977.